# Sólrun Løkke Rasmussen
Sólrun Jákupsdóttir Løkke Rasmussen (Tórshavn, 22 novembre 1968) è un'insegnante e politica danese, moglie dell'ex ministro di Stato della Danimarca conservatore Lars Løkke Rasmussen.

## Biografia

### Lavoro e politica
Ha studiato medicina ma ha poi interrotto gli studi. È diventata insegnante del Seminarium di Zahle nel 2005 e ha lavorato presso la Reading School del Teatro reale sotto la scuola secondaria superiore di Zahle, da dove il suo impiego è terminato nel 2018 in circostanze pubbliche sconosciute. Ha insegnato matematica, fisica, scienze e inglese.
Dal 1998 al 2006 è stata membro del consiglio municipale della municipalità di Græsted-Gilleleje, eletta per Venstre. È stata la presidente locale del partito. Alle elezioni locali del novembre 2009 è stata eletta nel consiglio locale del comune di Gribskov.

### Famiglia
Sólrun Jákupsdóttir, nata Petersen, è la figlia del primario Jákup Petersen e Bergljót av Skarði. Sua madre ha un master in inglese e faroese e insegna al Færøernes Gymnasium e al corso HF a Tórshavn. Suo nonno era il politico e avvocato repubblicano Sigurð Joensen, sposato con la femminista e giornalista Sigrið av Skarði. È la pronipote del poeta, educatore e insegnante di liceo Símun av Skarði. Altri membri di spicco della famiglia sono sua zia Turið Sigurðardóttir, sua cugina Sigri Mitra Gaïni e cugino Firouz Gaïni.

### Vita privata
Nel 1998 sposò Lars Løkke Rasmussen, che in quell'anno divenne vicepresidente di Venstre e sindaco della contea di Frederiksborg. Hanno tre figli: Bergur (1989), Lisa e Simun.